# Ivy Bethune
Ivy Bethune (1 de junio de 1918 – 19 de julio de 2019) fue una actriz estadounidense. Nacida en Sebastopol, Rusia, su carrera abarcó los inicios de la radio, la televisión y el cine, y fue miembro de la junta directiva tanto de AFTRA como de Actor's Equity. Era madre de la aclamada bailarina y actriz Zina Bethune.
Actriz de reparto durante toda su carrera, su primer papel fijo fue en la serie radiofónica The Adventures of Superman. Apareció en otras series de televisión y películas a lo largo de su carrera, pero alcanzó mayor reconocimiento en la década de 1980 por sus papeles recurrentes en Father Murphy y General Hospital. Otras apariciones destacadas fueron el episodio "When the Bough Breaks" de la primera temporada de Star Trek: The Next Generation y Ma Peabody en la película de 1985 Back to the Future. Fue consejera de Equity y dedicó más de 80 años al activismo por los derechos civiles y la igualdad de oportunidades.
En el momento de su muerte, Bethune era la segunda actriz viva más anciana de Star Trek, después de Marsha Hunt. Era la tercera actriz más anciana de Star Trek en general, después de Hunt y Norman Lloyd. Fue la sexta actriz de Star Trek en alcanzar los 100 años.
Murió por causas naturales en Woodland Hills, California, a los 101 años.